# Hermann–Mauguinova notacija
Hermann–Mauguinova notacija  se uporablja v kristalografiji za opis elementov simetrij točkovnih, ploskovnih in prostorskih grup. Ime je dobila po nemškemu kristalografu Carlu Hermannu in francoskemu mineralogu Charles-Victorju Mauguinu. Notacija se včasih imenuje tudi mednarodna notacija.
Hermann–Mauguinova notacija ima v primerjavi s Schönfliesovo notacijo  to prednost, ker se vanjo zlahka vključijo elementi translacjske simetrije in podrobno opišejo smeri osi simetrij.

## Označevanje
Rotacijske simetrije se označujejo z n, ki je izračunan iz enačbe  φ = 360º/n. φ je kot zasuka, po katerem ima kristal prvoten izgled. Zasuk za 180º je torej označen z n=2 in se imenuje 2-števna simetrija. n-ji se po dogovoru pišejo v padajočem zaporedju. Simetrijska os z največjim  n je glavna os. Sledijo oznake dodatnih osi simetrije. Dvostranska simetrija, v kateri se po inverziji skozi točko in zasuku za kot φ=360º/n pojavi originalna slika, je označena z n. Najdaljša diagonala kocke je na primer označena s 3. Vse osi, ki se lahko izpeljejo iz drugih osi, se zanemarijo. 
Vsaka os simetrije ima nič ali več zrcalnih ravnin, ki so z njo vzporedne ali pravokotne nanjo, se pravi, da jo sekajo. Zrcalne ravnine so označene z m. Primer: če kristalni razred vsebuje 4-števno os simetrije in zrcalno ravnino, ki je pravokotna nanjo, je označen s 4/m.
Kocka na primer ima tri 4-števne osi simetrije, ki gredo skozi središča ploskev, štiri 3-števne osi na telesnih diagonalah in šest 2-števnih osi, ki gredo skozi razpolovišča diagonalno nasprotnih robov. Ima tudi devet zrcalnih ravnin, od katerih so tri vzporedne s ploskvami, šest pa jih diagonalno seka ploskve. Ena od 4-števnih osi in ena od 3-števnih osi povsem zadostujeta za izpeljavo vseh ostalih 3- in 4-števnih osi. Na podoben način omogoča zrcalna ravnina, ki je pravokotna na 4-števno os, izpeljavo zrcalnih ravnin, ki sta vzporedni s ploskvami kocke. Iz ene od preostalih 2-števnih osi simetrije in nanjo pravokotne zrcalne ravnine se lahko izpelje še vse preostale 2-števne osi in zrcalne ravnine. Simetrija kocka bo torej opisana s 4/m 3 2/m.

## Točkovne grupe
Točkovne grupe obstajajo v dvodimenzionalnem in trodimenzionalnem prostoru. Definirane so z elementi njihove simetrije, na primer z rotacijskimi in inverzijskimi osmi in zrcalnimi ravninami. Elementi translacijske simetrije, ki so prisotni v planarnih in prostorskih grupah, so izpuščeni. Nekateri elementi simetrije, ki se lahko izpeljejo iz drugih elementov, se lahko zaradi poenostavitve izpustijo. 
V trodimenzionalnem prostoru je 32 kristalografskih točkovnih grup:
- 1, 1
- 2, m, 2⁄m
- 222, mm2, mmm
- 4,4, 4⁄m, 422, 4mm, 42m, 4⁄mmm
- 3, 3, 32, 3m, 3m
- 6, 6, 6⁄m, 622, 6mm, 62m, 6⁄mmm
- 23, m3, 432, 43m, m3m

## Ploskovne grupe
S Hermann-Mauguinovo notacijo se lahko opišejo tudi ploskovne grupe. Prva oznaka je mala črka p ali c, ki pomenita primitivno oziroma centrirano osnovno celico. Sledi oznaka rotacijske simetrije, tako kot v točkovnih grupah. Zrcalne ravnine so označene z m, drsno zrcaljenje pa z g.

## Prostorske grupe
Prostorske grupe se lahko opišejo s kombinacijo identifikatorjev točkovnih grup in velikih črk, ki označujejo kristalno mrežo. Ko se k temu doda še translacije znotraj mreže, ki potekajo po vijačnih oseh in drsnih ravninah, je opis prostorske grupe popoln. Granat na primer je opisan z Ia3d.

### Tipi kristalnih mrež
V prostoru so možne naslednje Bravaisove mreže:
- P primitivna
- I telesno centrirana (iz nemškega "Innenzentriert")
- F ploskovno centrirana (iz nemškega "Flächenzentriert")
- A vozli so samo na ploskvi A
- B vozli samo na ploskvi B
- C centriranje na a, b ali na ploskvi A, B
- R romboedrična

### Vijačna os
Vijačna os je označena s številom n, ki je izračunano iz kota rotacije φ=360°/n. Številu se doda podpisani indeks, ki pove, za koliki del vzporednega mrežnega vektora je potekla translacija. Primera: oznaka 21 pomeni zasuk za 180° (dvoštevna rotacija), kateremu sledi translacija za ½ mrežnega vektorja; oznaka 31 pomeni zasuk ta 120° (trištevna rotacija), kateremu sledi translacija za  ⅓ mrežnega vektorja.
Možne so naslednje vijačne osi: 21, 31, 41, 42, 61, 62 in 63.

### Drsne ravnine
Drsne ravnine so označane s črkami a, b in c, odvisno od tega, vzdož katere osi je poteklo drseje. Možna sta tudi zdrsa n vzdolž polovice ploskovne diagonale in  d vzdolž četrtine ploslovne diagonale ali telesne diagonale celice. Zdrs d se pogosto imenuje tudi drsna ravnina diamanta, ker se pojavlja v kristalni mreži diamanta. 
Pomeni oznak:
- nm  pomeni n-števno vijačenje s tranlacijo za m,
- a, b ali c pomenijo drsno translacijo vzdolž polovice mrežnega vektorja te ploskve,
- n  pomeni drsno translacijo vzdolž polovice ploskovne diagonale,
- d pomeni drsne ravnine s translacijo vzdolž četrtine ploskovne diadonale,
- e pomeni istočasni zdrs in translacijo vzdolž dveh različnih mrežnih vektorjev za polovico teh vektorjev.